# Wola Żółtaniecka
Wola Żółtaniecka (ukr. Воля-Жовтанецька) – wieś na Ukrainie, w rejonie lwowskim (wcześniej w rejonie kamioneckim) obwodu lwowskiego. Wieś liczy 144 mieszkańców.
W II Rzeczypospolitej do 1934 samodzielna gmina jednostkowa. Następnie należała do zbiorowej wiejskiej gminy Dzibułki w powiecie żółkiewski w woj. lwowskim. Po wojnie wieś weszła w struktury administracyjne Związku Radzieckiego.